# ماترا مورنا
ماترا مورنا (Matra Murena) خودرویی است که در سال‌های ۱۹۸۰ تا ۱۹۸۳تولید شده‌است.
این خودرو در کلاس خودرو اسپورت قرار گرفته، طراحی آن خودروهای موتور وسط عقب-محور عقب بوده طول آن در حالت طبیعی ۴٬۰۷۰ میلیمتر (۱۶۰٫۲ اینچ) و عرض آن در حالت طبیعی ۱٬۷۵۲ میلیمتر (۶۹٫۰ اینچ) و ارتفاع آن در حالت طبیعی ۱٬۲۲۰ میلیمتر (۴۸٫۰ اینچ) است. سیستم جعبه‌دندهٔ آن ۵ دنده به صورت دستی است.